# Грудзиньский, Чеслав
Чеслав Грудзиньский (пол. Czesław Grudziński; 9 июля 1911, Лодзь — 28 сентября 1992, Варшава) — польский композитор. Сын Антония Грудзиньского.
Окончил Варшавскую консерваторию (1936), ученик Петра Рытеля. Занимался также под руководством Станислава Невядомского, Люциана Марчевского, Эугениуша Моравского и Станислава Навроцкого.
В 1936—1940 гг. руководил варшавской музыкальной школой, основанной его отцом. По окончании Второй мировой войны преподавал в Ольштыне, В 1952—1968 гг. репетитор Государственного ансамбля народной песни и танца «Мазовия». После 1970 г. занимался только композицией.
Творческое наследие Грудзиньского состоит почти исключительно из камерных сочинений, многие из которых написаны для духовых инструментов (сонаты для флейты, гобоя, кларнета, фагота, валторны, трубы и тромбона в сопровождении фортепиано), восемь фортепианных сонат, пять сонат для виолончели и фортепиано. Для оркестра — Короткая симфония (1978), концерт для виолончели с оркестром и фантазия для фортепиано с оркестром (оба 1983). Stabat Mater для мужского хора и органа (1971, вторая редакция 1978), несколько вокальных произведений.
Наряду с академической музыкой в 1960-е гг. занимался массовой песней, частично под псевдонимом Ежи Видаль (пол. Jerzy Vidal). Популярность завоевали его песни «Милый малыш» (пол. Miły brzdąc, исполнял Мечислав Войницкий), «Кино в пригороде» (пол. Kino na przedmieściu; 1960, исполнял Ольгерд Бучек) и др.
Кавалер Золотого креста заслуги (1972) и ордена Polonia Restituta (1980).